# Sistema vocalico spagnolo
Il sistema vocalico della lingua spagnola standard (detto anche sistema pentavocalico spagnolo o vocalismo spagnolo) è formato, da un punto di vista fonologico, da cinque fonemi /a, e̞, i, o̞, u/, al quale corrispondono le cinque vocali grafiche tradizionali: <a, e, i,o, u>.
|                | Anteriore | Centrale | Posteriore |
| -------------- | --------- | -------- | ---------- |
| Alta (chiusa)  | i         |          | u          |
| Intermedio     | e̞         |          | o̞          |
| Bassa (aperta) |           | a        |            |

Oltre ai cinque fonemi vocalici spagnoli, possiamo individuare due fonemi "semivocalici" o "semiconsonantici" /j, w/, che occorrono necessariamente insieme a vocali nella costituzione di sillabe con dittonghi. Nell'Alfabeto fonetico internazionale, tuttavia, questi due suoni sono identificati come consonanti approssimanti.
Questo sistema può essere rappresentato mediante un triangolo, inserito in un quadrilatero. I lati superiore e inferiore del quadrilatero, suddivisi da linee verticali, indicano lo spazio tra il palato e il velo entro il quale si muove orizzontalmente il dorso della lingua.
Gli spazi creati dalle linee orizzontali, dei lati destro e sinistro, indicano il diverso grado di elevazione che la lingua può assumere nella cavità orale per la pronuncia dei suoni vocalici.